# Turi Widerøe

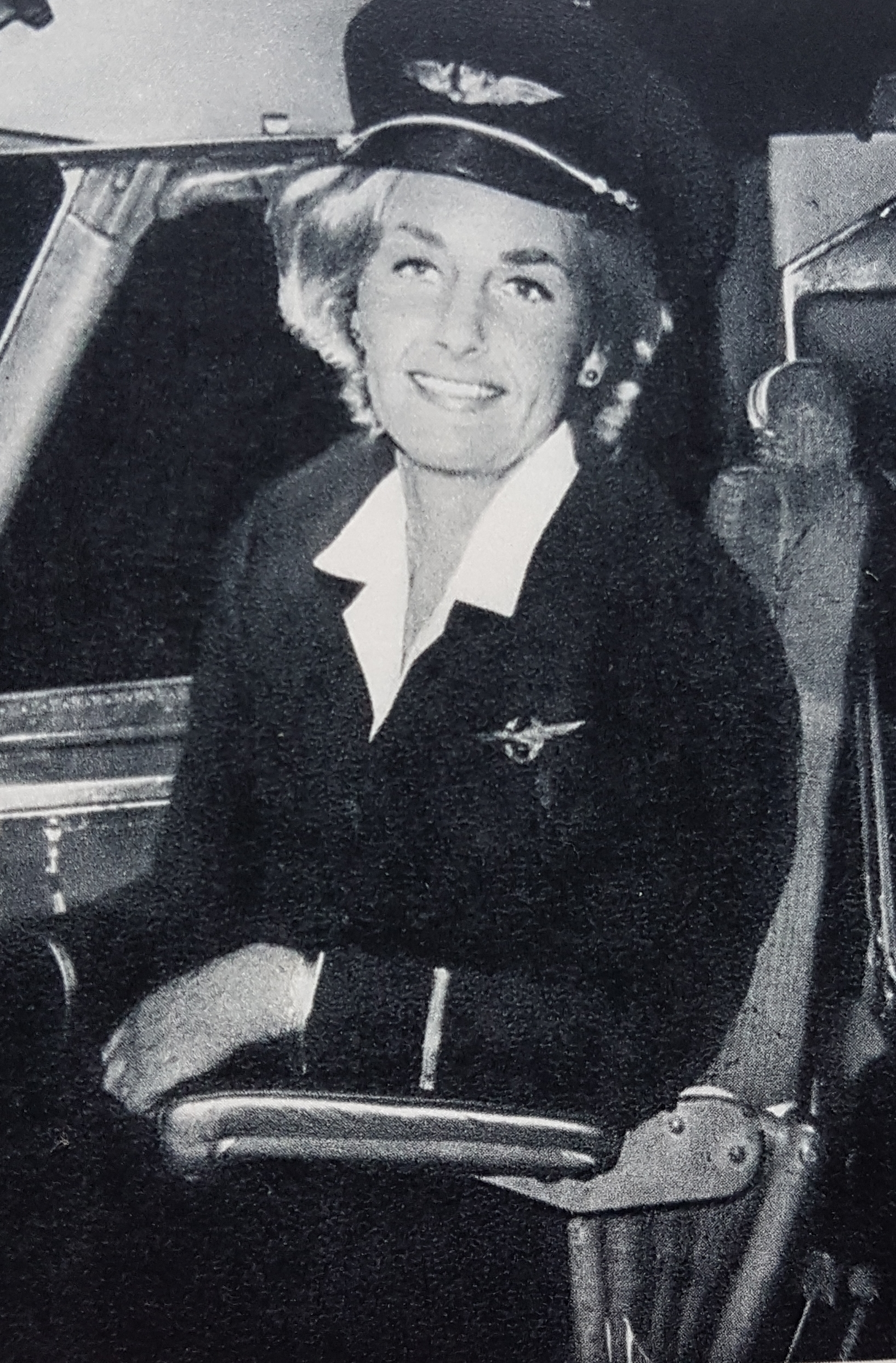
Turi Widerøe

Turi Widerøe (* 23. November 1937 in Oslo) ist eine norwegische Pilotin, Journalistin und Buchgestalterin. Sie gilt als erste Pilotin, die für eine große westliche Fluggesellschaft flog.

## Leben
Turi Widerøe wurde 1937 in Oslo als Tochter des norwegischen Piloten und Unternehmers Viggo Widerøe (1904–2002) und seiner Frau Solveig Agnes Schrøder (1914–1989) geboren. Ihr Vater war der Gründer der norwegischen Regionalfluggesellschaft Widerøe’s Flyveselskap. Sie absolvierte eine Ausbildung zur Buchdesignerin an der Statens håndverks- og kunstindustriskole (Norwegische Nationale Akademie für Kunst und Handwerk). Nach ihrem Abschluss im Jahr 1958 arbeitete sie erst zwei Jahre als Grafikdesignerin bei der Druckerei Grøndahl & Søn, danach bei der norwegischen Architektenvereinigung als Buchgestalterin und Zeitschriftenredakteurin.

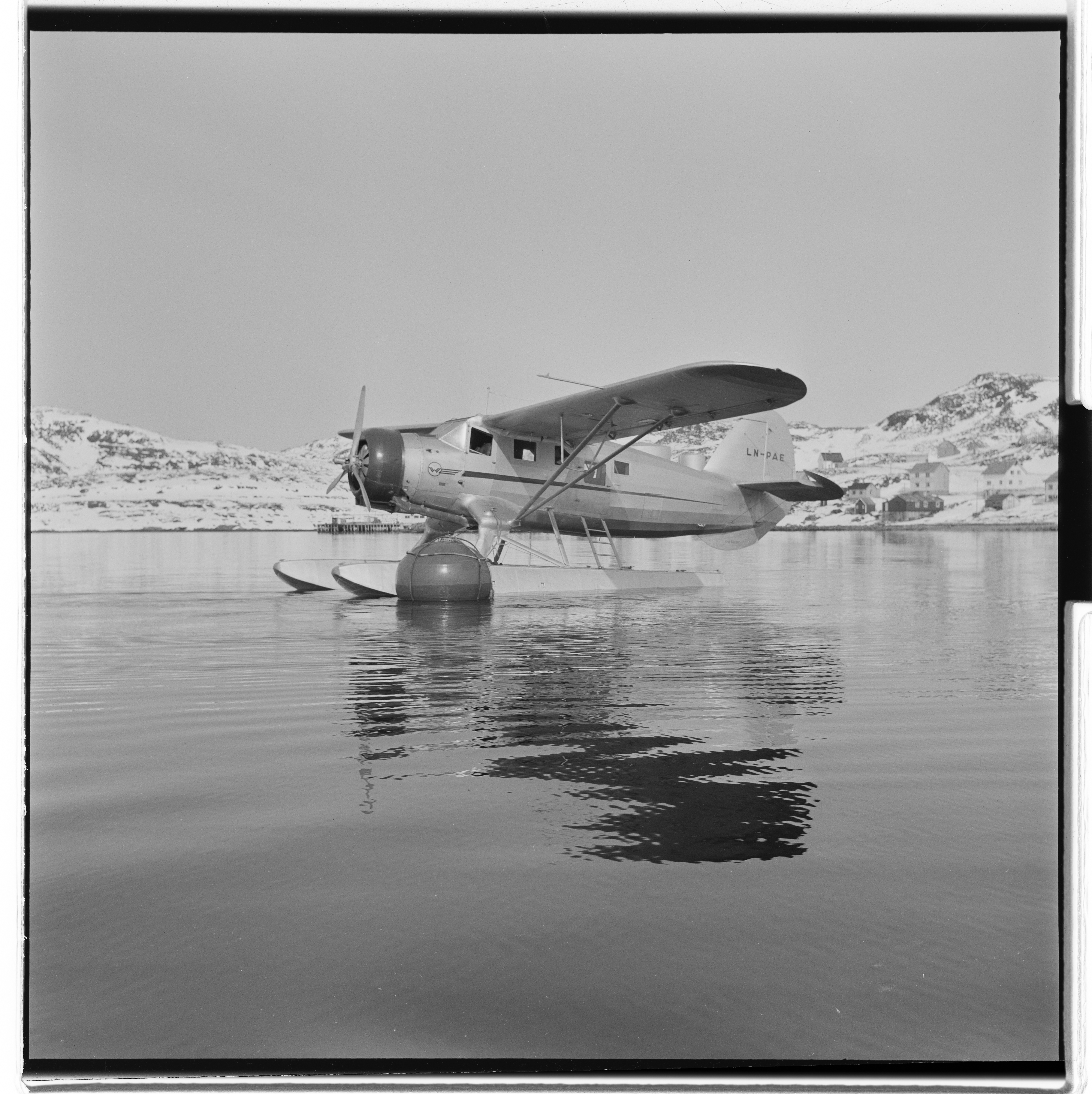
Noorduyn Norseman

1962 erwarb Turi Widerøe die Privatpilotenlizenz. Sie wechselte ihren Beruf und wurde Assistentin eines Managers des Bergbauunternehmens A/S Sydvaranger in Troms. Gleichzeitig setzte sie ihre Pilotenausbildung fort und erhielt schließlich 1967 ihre Berufspilotenlizenz. In den Sommern arbeitete sie für die Fluggesellschaft ihres Vaters, wo sie zunächst Wasserflugzeuge bei Bodø flog, später übernahm sie Linienflüge zwischen Trondheim und Tromsø mit den Flugzeugtypen Noorduyn Norseman und de Havilland Otter.

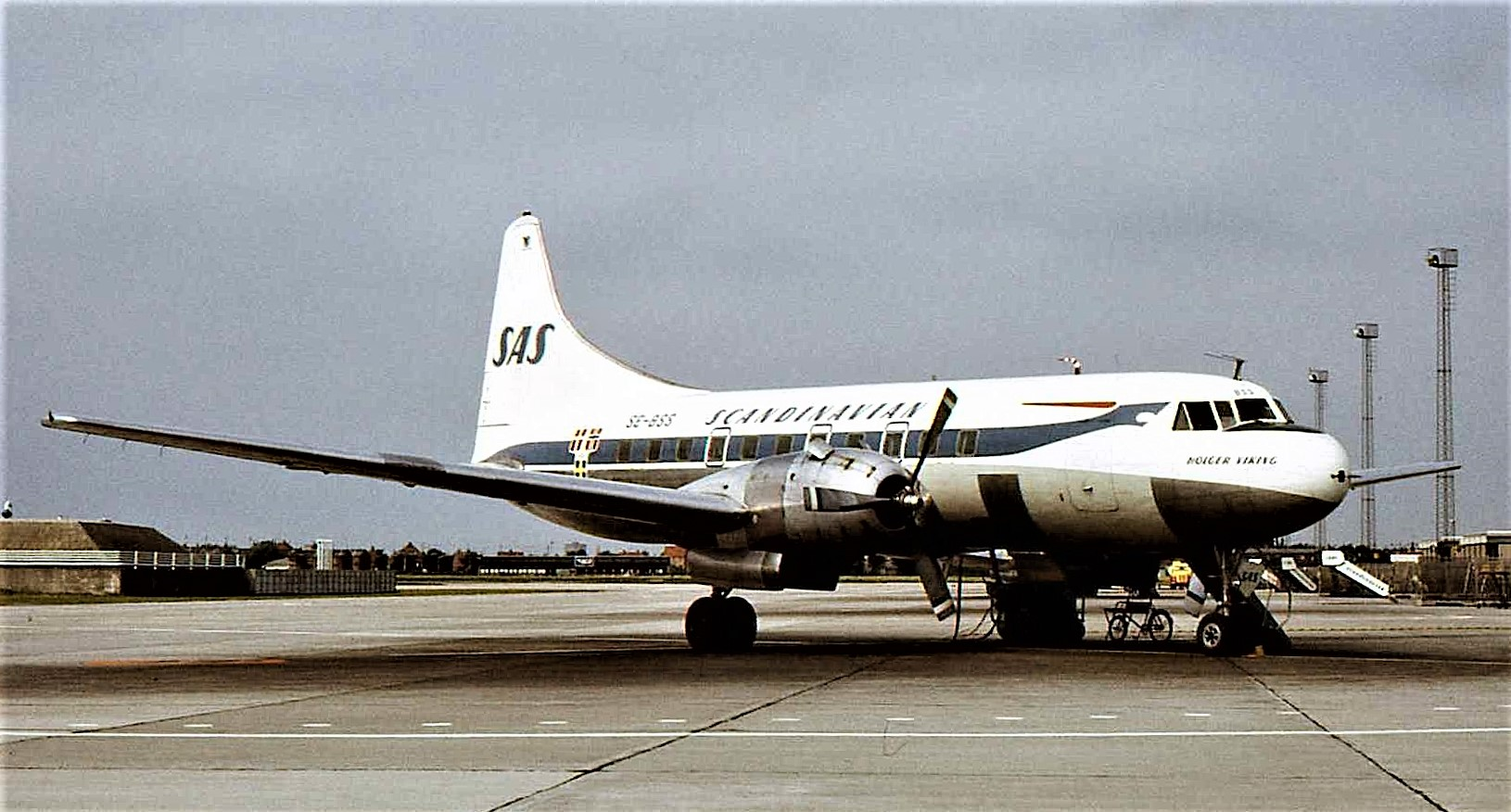
Convair CV-440 der SAS

1968 wurde sie von der Fluggesellschaft SAS Scandinavian Airlines angestellt und begann ihre Ausbildung auf Strahlflugzeugen. Das war zu dieser Zeit so ungewöhnlich, dass die Meldung “S.A.S. to Train Woman Pilot” sogar in der New York Times erschien. 1969 schloss sie als drittbeste Studentin ihres Jahrgangs ab und wurde die erste Pilotin der SAS. Bis dahin waren weibliche Pilotinnen nur bei sowjetischen und bulgarischen Fluglinien angestellt, nicht jedoch in der Westlichen Welt. Ihren ersten Linienflug bei der SAS absolvierte Turi Widerøe am 30. April 1969 als Erste Offizierin auf einer Convair CV-440 Metropolitan. Später wurde sie zur Flugkapitänin befördert und flog die Strahlflugzeuge Caravelle und McDonnell Douglas DC-9.
Die Fluggesellschaft SAS setzte Turi Widerøe allerdings nicht nur als Pilotin ein, sondern nutzte ihre Popularität auch im Marketing. Im Februar 1970 wurde sie auf eine einwöchige PR-Tour durch die Vereinigten Staaten geschickt. Dort trat sie in verschiedenen Fernsehshows und Radiosendungen auf und gab Interviews für Zeitungen und Magazine.
Im Jahr 1972 heiratete sie den Maler, Zeichner, Grafiker, Illustrator und Schriftsteller Karl Erik Harr, aus der Verbindung gingen zwei Kinder hervor. 1975 wurde die Ehe aufgelöst.
Als alleinerziehende Mutter zweier Kinder musste Turi Widerøe ihren Beruf als Pilotin aufgeben und arbeitete von 1979 bis 1986 als Journalistin und Moderatorin beim Norwegischen Rundfunk NRK, danach war sie bei verschiedenen Verlagen als Redakteurin und in der Öffentlichkeitsarbeit tätig. Bereits 1984 begann sie neben ihrem Beruf ein Studium der Geschichte an der Universität Oslo, das sie 1998 mit einem Master of Science abschloss. 2006 erwarb sie einen weiteren Master-Abschluss an der Universität Tromsø. Ihre Diplomarbeit Is, fly og skip beschäftigt sich mit der luftgestützten und geophysikalischen Kartierung des antarktischen Kontinents zwischen 1929 und 1939.

## Auszeichnungen und Ehrungen
- Amelia-Earhart-Medaille, verliehen von der US-amerikanischen Pilotinnenvereinigung Ninety Nines
- 1970: Harmon Aviatrix Trophy (gemeinsam mit der Harmon Astronaut’s Trophy für Neil Armstrong, Buzz Aldrin und  Michael Collins)
- Ihre SAS-Uniform ist im National Air and Space Museum in Washington, D.C. ausgestellt.[2]

## Werke
- Turi Widerøe: IS, FLY og SKIP. Oppdagelse og kartlegning med fly i Øst-Antarktis 1929–1939. Universitetet i Tromsø, 2006 (uit.no). (Masterarbeit)